# لاژه دو موریا
لاژه دو موریا (به پرتغالی: Laje do Muriaé) یک منطقهٔ مسکونی در برزیل است که در ریو دو ژانیرو واقع شده‌است. لاژه دو موریا ۲۵۰٫۵۱۸ کیلومتر مربع مساحت و ۷٬۳۲۶ نفر جمعیت دارد و ۲۲۱ متر بالاتر از سطح دریا واقع شده‌است.